# タヒス・チョン
タヒス・チョン（Tahith Chong, 1999年12月4日 - ）は、キュラソー・ウィレムスタット出身のサッカー選手。ルートン・タウンFC所属。ポジションはMF。

## 経歴

### 幼少期
当時オランダ領アンティルの一部だった、キュラソー島のウィレムスタッドでアフリカ系と中国系の両親の間に生まれた。
曾祖父の陳有(Chong Yow)は中国の広東省江門出身で、1940年にキュラソーに移住しレストランを開く。陳有の第4子がタヒス・チョンの祖父に当たる。
その後、プロクラブへの移籍を目指し、両親ともどもオランダのロッテルダムに移住し、10歳のときにオランダのフェイエノールトユースに所属した。

### マンチェスター・ユナイテッド時代
2016年4月、16歳でマンチェスター・ユナイテッドFCへの移籍が決定。正式に移籍したのは3か月後の7月であった。U-18でプレーするが靱帯損傷のため離脱。10か月後の2017年11月に復帰すると復帰初戦の対マンチェスター・シティーFC・U18戦でゴールを決めるなどの活躍でU-23チームに昇格するなどのプレーから、2017－18シーズンのジミー・マーフィー年間最優秀若手選手賞を受賞した。2018年7月には、トップチームのアメリカで行われるプレシーズンに召集される。
2018-19シーズンはU-23でプレーしながら、トップチームの練習にもしばしば帯同し、10月23日のUEFAチャンピオンズリーグ対ユヴェントスFC戦のベンチメンバーとなった。2019年1月5日、FAカップのレディングFC戦でフアン・マタとの交代途中出場でプロデビューを果たした。U-23では右のウィングでプレーし、アンヘル・ゴメスと並んでチーム最多ゴールを決めるなどの活躍で、2018-19シーズンのデンジル・ハロウン年間最優秀リザーブ選手賞に選出された。
このような活躍から、当時トップチームを率いていたスールシャール監督は彼の残留を希望、2020年3月、クラブとの契約を2022年6月まで延長した。

### ローン移籍（ヴェルダー・ブレーメン→クラブ・ブルッヘ）
2020年8月16日、出場機会を与えるためヴェルダー・ブレーメンに1年間のレンタルで移籍。9月12日、DFBポカールのカールツァイス・イェーナ戦で移籍後初ゴールを挙げた。
しかし、リーグ前半戦ではスタメンわずか4試合、13試合で0ゴール1アシストに終わり、出場機会を求めて2021年1月30日付でブレーメンとのレンタル契約を半年で終了し、クラブ・ブルッヘに2020-21シーズン終了までの契約で加入。デビュー戦となった2月3日のベルギーカップのオルサ・ブラーケル戦でゴールするものの、リーグ戦では10試合で0ゴール5アシストの結果だった。

### バーミンガム・シティ時代
2021年7月9日にはバーミンガム・シティFCにローン移籍で加入。プレシーズンをマンチェスター・ユナイテッドで過ごした後合流した。リーグ開始から14試合中13試合で先発して3アシストを挙げたが、10月下旬のトレーニング中に太ももの腱を断裂し、11月3日から2022年2月21日まで離脱。マンチェスター・ユナイテッドでリハビリ後に復帰。3月5日のブリストル・シティFC戦ではゴールを挙げて勝利に貢献した。
2022－23シーズンのプレシーズンはマンチェスター・ユナイテッドでプレーしたが、2022年9月1日にバーミンガム・シティに今度は完全移籍で加入することが発表。2日後のプレストン戦に先発した。

### ルートン・タウン
2023年7月14日、プレミアリーグに昇格したルートン・タウンFCに移籍した。

## 個人成績
| クラブ                               | シーズン | リーグ戦                 | リーグ戦 | リーグ戦 | FAカップ | FAカップ | リーグカップ | リーグカップ | 欧州カップ | 欧州カップ | 通算 | 通算 |
| クラブ                               | シーズン | ディビジョン             | 出場     | 得点     | 出場     | 得点     | 出場         | 得点         | 出場       | 得点       | 出場 | 得点 |
| ------------------------------------ | -------- | ------------------------ | -------- | -------- | -------- | -------- | ------------ | ------------ | ---------- | ---------- | ---- | ---- |
| マンチェスター・U                    | 2018–19  | プレミアリーグ           | 2        | 0        | 1        | 0        | 0            | 0            | 1          | 0          | 4    | 0    |
| マンチェスター・U                    | 2019-20  | プレミアリーグ           | 3        | 0        | 2        | 0        | 1            | 0            | 6          | 0          | 12   | 0    |
| ヴェルダー・ブレーメン（ローン移籍） | 2020-21  | ブンデスリーガ           | 13       | 0        | -        | -        | 2            | 1            | 0          | 0          | 15   | 1    |
| クラブ・ブルッヘ（ローン移籍）       | 2020-21  | ジュピラー・プロ・リーグ | 10       | 0        | -        | -        | 3            | 1            | -          | -          | 13   | 1    |
| バーミンガム・シティFC（ローン移籍） | 2021-22  | EFLチャンピオンシップ    | 20       | 1        | 0        | 0        | 0            | 0            | -          | -          | 20   | 1    |
| バーミンガム・シティFC               | 2022-23  | EFLチャンピオンシップ    | 38       | 4        | 3        | 0        | -            | -            | -          | -          | 41   | 4    |
| 通算                                 | 通算     | 通算                     | 86       | 5        | 11       | 2        | 1            | 0            | 7          | 0          | 105  | 7    |